# Reichszentrale zur Bekämpfung des Zigeunerunwesens
Der erste polizeiliche Nachrichtendienst für die Sicherheitspolizei in Bezug auf Zigeuner, Kurzform: Zigeunerzentrale, wurde 1899 in der Polizeidirektion München gegründet. Dieser Nachrichtendienst bildete das Vorbild für andere nationale und internationale „Zigeunerzentralen“ der Polizei. In der Weimarer Republik wurde er von allen deutschen Ländern finanziert und genutzt. Seine Aufgabe war es, einer imaginierten „Zigeunerplage“ mit Hilfe modernster polizeilicher Mittel, vor allem mit dem Aufbau einer Personendatenbank, Herr zu werden. Die Erfassung von „Zigeunern“ und „nach Zigeunerart umherziehenden Personen“ in einer zentralen Kartei führte im polizeilichen Alltag zu deren Gleichstellung mit Serienstraftätern.
Im Nationalsozialismus wurde die Zigeunerzentrale schrittweise aufgrund des Runderlasses zur Neuordnung der Reichskriminalpolizei 1936 und 1938 zur „Reichszentrale zur Bekämpfung des Zigeunerunwesens“ umgestaltet und nach Berlin verlagert. Die Reichszentrale war Teil des neu gegründeten Reichskriminalpolizeiamts (RKPA), das wiederum das Amt V des Reichssicherheitshauptamts (RSHA) bildete. Zusammen mit der Rassenhygienischen Forschungsstelle (RHF) organisierte die Reichszentrale über den Erkennungsdienst und über Einzelauskünfte hinaus auch die Erfassung und die Deportationen, die in den Porajmos (Völkermord an den europäischen Roma) mündeten.
In personeller und aktenmäßiger Kontinuität zur Reichszentrale wurde die „Zigeunerstelle“ 1946 in München rekonstituiert und erhielt später die ebenfalls dem NS-Sprachgebrauch entstammende euphemistische Bezeichnung „Landfahrerstelle“. Sie war nun Teil des bayerischen Landeskriminalamts. In den 1970er Jahren wurde sie als verfassungswidrig aufgelöst. Ihre Personenakten wurden im Anschluss Tsiganologen übergeben, die sich in der Tradition der RHF sahen.

## Gründung der Münchner Zigeunerzentrale 1899

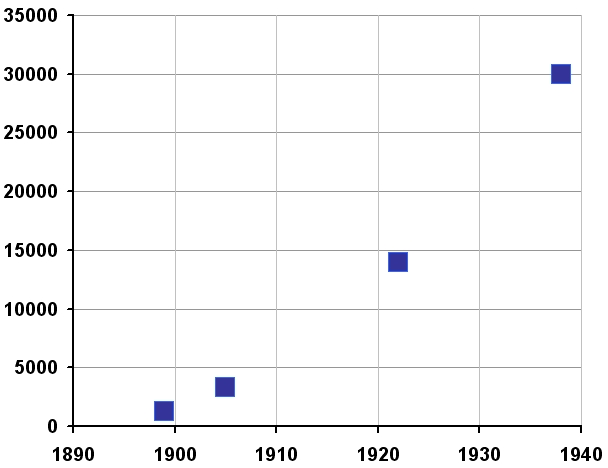
Anzahl der von der Münchner Zigeunerzentrale erfassten „Zigeuner“ 1899, 1905 („Zigeuner-Buch“), 1925, 1938 (vor dem Umzug nach Berlin)

Am 28. März 1899 entstand unter Leitung des Juristen und Polizisten Alfred Dillmann in München der „Nachrichtendienst für die Sicherheitspolizei in Bezug auf Zigeuner“ der kurz „Zigeunerzentrale“ genannt wurde.
Der Gründung voraus gingen intensive politische Debatten über die Bekämpfung der „Zigeunerplage“. Angelika Albrecht, die die polizeiliche Wahrnehmung und Bekämpfung der „Zigeunerplage“ in Bayern von 1871 bis 1914 untersucht hat, kam zu dem Schluss, dass die Idee einer „Überflutung“ mit „Zigeunern“ aufgrund der polizeilichen Meldungen und der Kriminalstatistik im Gegensatz zur zeitgenössischen Wahrnehmung unbegründet war. Das gilt auch für die stereotyp auftretenden Vorurteile zur Kriminalität. So fand beispielsweise die damals auch bei Behörden weit verbreitete These von häufigen Brandstiftungen durch „Zigeuner“ in der Realität keine Entsprechung. Von 1871 bis 1914 lässt sich für Bayern nur ein Prozess gegen „Zigeuner“ mit dem Tatvorwurf Brandstiftung nachweisen.
Arbeitsschwerpunkt der Zigeunerzentrale war der Aufbau einer Zigeunerpersonenkartei. Erfasst wurden in der Kartei alle „Zigeuner“, die älter als sechs Jahre waren.
Jeder „Zigeuner“ war von den Regionalbehörden sofort telefonisch oder per Telegraph zu melden, die folgende Mitteilungen zu machen hatten:

„1. Personalien der Mitglieder der einzelnen Bande. 2. Legitimationspapiere nach Inhalt, Datum und Fertigung, mit besonderer Berücksichtigung der etwa von bayerischen Behörden ausgestellten oder ausgedehnten Scheine. 3. Mitgeführte Pferde und sonstige Tiere, Wagen und sonstige bemerkenswerte Gegenstände. 4. Herkunft und Richtung der Wanderung. 5. Getroffene polizeiliche Maßnahmen, eingeleitete strafrechtliche Untersuchungen. 6. Angabe der Gründe, aus welchen von einer Behelligung im Sinne der eingangs erwähnten Entschließungen abgesehen wurde.“

Der letzte Punkt belegt den Druck, den man gegenüber den Regionalbehörden für nötig hielt, um die Anordnungen aus München durchzusetzen. Man setzte darauf, dass die untergeordneten Beamten lieber Repressionen gegenüber den „Zigeunern“ verhängten, als schriftliche Erklärungen für ein Nichteingreifen zu verfassen.
Weiterhin war die Zigeunerzentrale über eventuelle Urteile und Freiheitsstrafen sowie deren Strafvollzug zu unterrichten. Wurden „Zigeuner“ als Täter vermutet, hob man die Verjährungsfristen auf, die Richtschnur der Polizei war: Strafe um jeden Preis, mit dem Ziel, die Betroffenen zu diskriminieren, stigmatisieren und kriminalisieren, wie Reiner Hehemann kommentiert.
Mit der Gründung der Zigeunerzentrale hatten alle Distriktämter eine Übersicht all ihrer Akten über „Zigeuner“ nach München zu schicken. Aufgrund dieser umfassenden Datensammlung konnte ermittelt werden, das 1899 nur 1.242 „Zigeuner“ in Bayern lebten.
Die Praxis der Zigeunerzentrale blieb nicht folgenlos, sie führte im polizeilichen Alltag zu einer Gleichstellung von „Zigeunern“ und „nach Zigeunerart umherziehenden Personen“ mit Serienstraftätern. Allein zwischen 1900 und 1933 wurden in Deutschland etwa 150 Sonderverordnungen gegen „Zigeuner“ erlassen, die genug Raum für eine zusätzliche Kriminalisierung boten.

### Dillmanns „Zigeuner-Buch“ von 1905

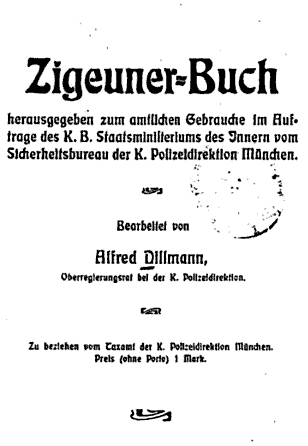
Titelblatt des Zigeuner-Buches von Alfred Dillmann (1905)

1905 kompilierte Dillmann aus der Kartei das Zigeuner-Buch mit steckbriefartigen Einzelangaben zu 3.350 Personen. Neben einer Einführung zur „Zigeunerplage“ war für die behördliche Praxis vor allem der Personenteil inklusive Lichtbildern von Interesse.
Das Zigeuner-Buch wurde in 7.000 Exemplaren verbreitet, d. h. an Behörden in und außerhalb Bayerns verschickt. Der Zugriff und die Materialfülle der Zigeunerzentrale weitete sich auch nach Erscheinen des Buches immer mehr aus. Ab dem 14. April 1911 waren qua Erlass von allen „Zigeunern“ landesweit Fingerabdrücke zu nehmen und der Zentrale zu übermitteln, ab 21. April 1913 mussten die Standesämter Geburten, Heiraten und Todesfälle melden.
Nach dem Ersten Weltkrieg war das Zigeuner-Buch hoffnungslos veraltet und nur noch eingeschränkt zum Gebrauch geeignet, 1925 wurde die Idee verworfen, das Zigeuner-Buch in ein jährlich erscheinendes Periodikum umzugestalten.
Beim Nürnberger Ärzteprozess wurden Auszüge aus dem Zigeunerbuch als Beweismittel vorgelegt.

### Die Münchner „Zigeunerkonferenz“ 1911
Die nur landesweite Regelung verursachte Probleme, die im Rahmen einer Konferenz am 18. und 19. Dezember 1911 in München besprochen und gelöst werden sollten. Die Delegierten der Regierungen von Bayern, Preußen, Sachsen, Württemberg, Baden, Hessen und Elsaß-Lothringen sprachen sich einhellig für die Errichtung von Zigeunernachrichtendiensten aus. Der Versuch eine Reichszigeunerzentrale zu gründen, traf auf preußische Bedenken, der Aufwand sei zu groß und die Effektivität sei zu gering, außerdem stünde Bayern mit Zentrale nicht besser da als Länder ohne Zentrale. München blieb bzw. wurde trotzdem inoffizielle „Reichszentrale“.
Deutlichen Dissens gab es bei der Definition, wer eigentlich ein „Zigeuner“ sei. Zum einen wollte man die Behörden durch einen zu engen Zigeunerbegriff in ihrem Handeln nicht einengen, zum anderen „harmlose“ Personen nicht unnötig erfassen. Der Kompromiss bestand in einer Zweiteilung, die diffus „Zigeuner“ und „nach Zigeunerart“ herumziehende Personen summierte. Das Problem der permanenten Abschiebungen aus dem jeweiligen Zuständigkeitsgebiet wurde besprochen, aber nicht gelöst, Zigeuner sollten in den Staat, dessen Staatsangehörigkeit sie besäßen, abgeschoben werden. Der Einbürgerung von staatenlosen „Zigeunern“ widersprachen die Vertreter Preußens, solange diese nicht ihre „Zigeunereigenschaft“ abgelegt hätten. Elsaß-Lothringen schlug vor, „Zigeuner“ in die deutschen Kolonien zu deportieren.
Weiterhin stellte Theodor Harster (München) die Möglichkeiten der Daktyloskopie vor. Dillmann war ebenso anwesend wie Hermann Aichele, der im gleichen Jahr über die „Zigeunerplage“ in Württemberg promovierte.
Aichele hob in seiner Dissertation die herausragende Stellung Bayerns hervor:

„Bayern marschiert an der Spitze der Zigeunerbekämpfung. […] Die dem Erkennungsdienste der Polizeidirektion München angegliederte Zigeunerzentrale dient aufgrund des bei ihr gesammelten Materials als Auskunftsbehörde und gibt den signalisierenden oder anfragenden Behörden alles Wissenswerte über Heimat usw. der betreffenden Zigeuner, über anhängliche strafrechtliche Untersuchungen, bestehende Aufenthaltverbote, etwa veranlaßtes polizeiliches Einschreiten usw. bekannt.“

Bayern ließ auf die Konferenz eine Denkschrift folgen, die in 30 Paragraphen eine umfassende Darstellung der Ziele und Aufgaben der Zigeunerpolitik und der Zigeunerzentralen darstellt. Folgende Verhandlungen zur Vereinheitlichung des Vorgehens scheiterten am Partikularismus der Länder.
Die Personendaten wurden intensiv mit anderen Zigeunerzentralen getauscht, so etwa schon 1910 mit der Schweizer.

## Freistaat und Weimarer Republik (1918 bis 1933)

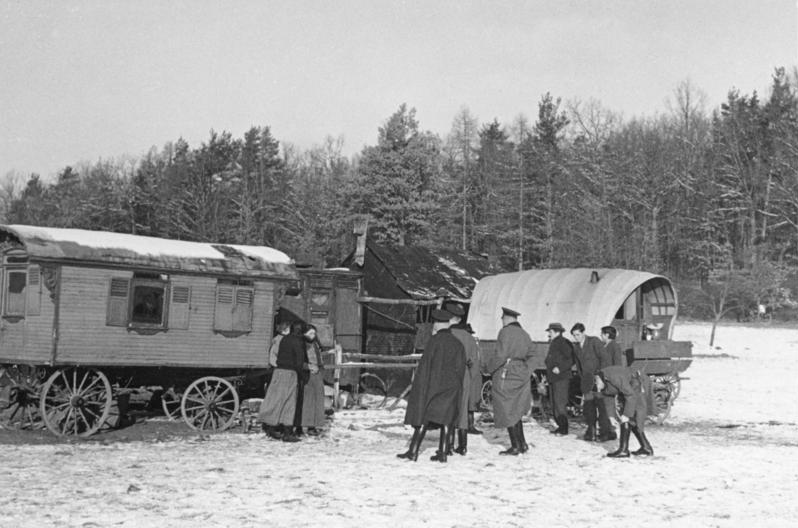
Polizei bei gestellter Razzia im Winter 1937/38 in Renningen; Bild aus dem Bestand der RHF

Nur einen kurzen Moment war die Zigeunerzentrale arbeitsunfähig. Während der Münchner Räterepublik wurden am 29. April 1919 die Akten der Zigeunerzentrale zusammen mit den Akten der politischen Polizei von Revolutionären verbrannt.
Nach der Niederschlagung der Räterepublik wurde die alte Zigeunerpolitik in Bayern rasch wieder aufgenommen, bereits 1922 war die Zigeunerstelle wieder voll einsatzfähig. Die Zentrale München nahm, nun nicht mehr auf Regierungsebene, sondern auf Ebene der Polizei, die Verhandlungen zur Vereinheitlichung wieder auf.
Die Münchner Zentrale wurde von allen deutschen Ländern genutzt und finanziert. Eine Reichsstelle gab es in der föderalen Weimarer Republik so wenig wie eine Reichspolizei, beides wurde erst im NS-Staat eingeführt. 1925 waren in München Akten zu 14.000 Personen und Familien aus Deutschland angelegt.

## Die „Reichszentrale zur Bekämpfung des Zigeunerunwesens“ (1936 bis 1945)

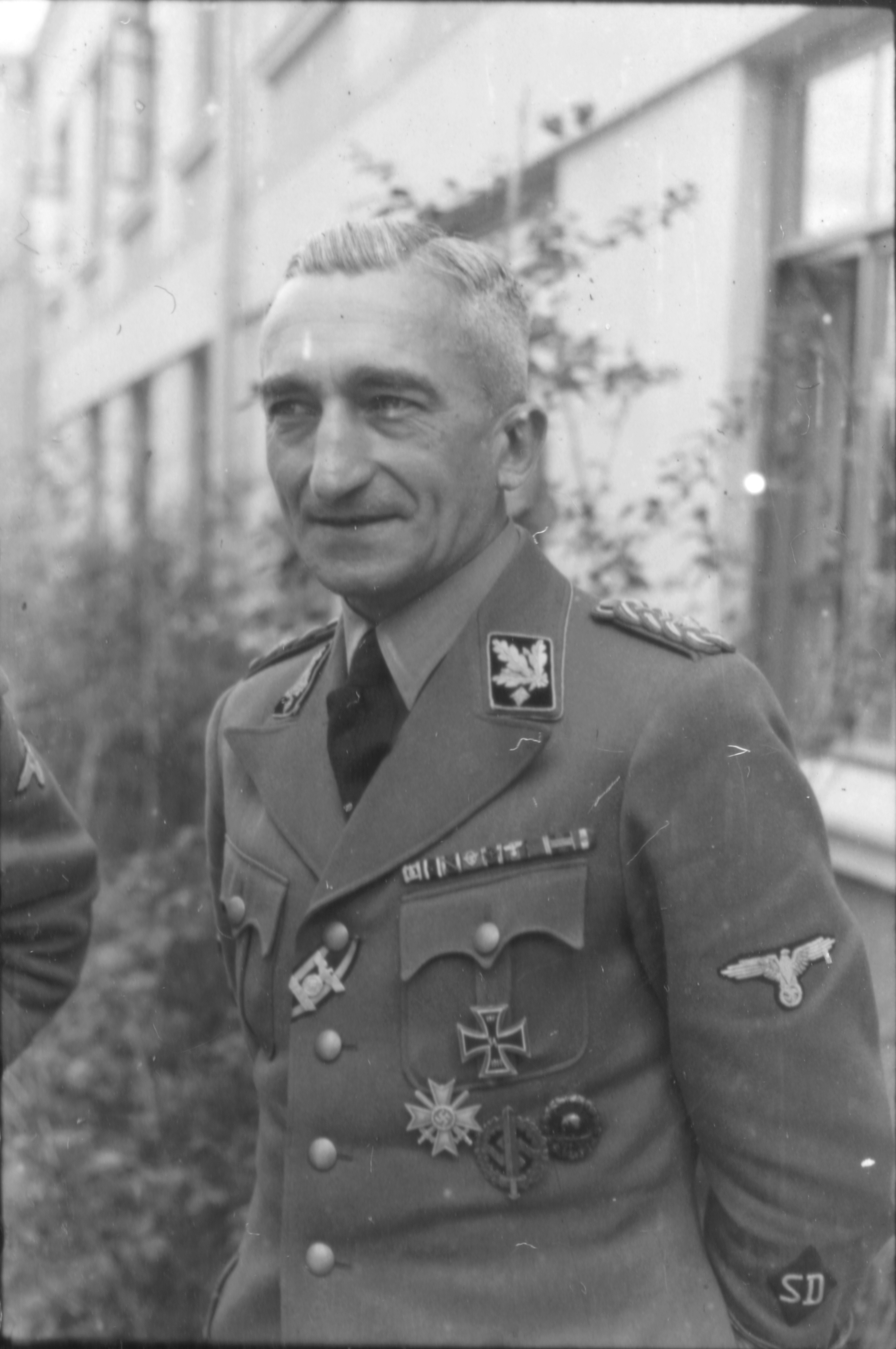
Arthur Nebe, Chef des Reichskriminalpolizeiamts, dessen Teil die Reichszentrale zur Bekämpfung des "Zigeunerunwesen" war. Nebe ordnete Massendeportationen von „Zigeunern“ an und schlug sie als „Freiwillige“ für Medizinverbrechen vor (Foto: Kurt Alber)

Beispiel für die Aufgaben einer nachgeordneten „Zigeunerstelle“ bei der Kriminalpolizei München (18. November 1940)

Das schon in der Weimarer Republik bekannte Nebeneinander regionaler und lokaler Gesetze und Verordnungen, wurde im NS-Staat allmählich durch Zentralisierung und Synchronisierung stückweise radikalisiert. Einer der Schrittmacher war Karl Zindel (1894–1945), seit 1936 Referatsleiter im Hauptamt Sicherheitspolizei, ab 1940 IKPK. Er machte sich 1936 „Gedanken über Aufbau des Reichszigeunergesetzes“ sowie die Zentralisierung der Erfassung, Identifizierung und Registrierung, die in einer ersten Stufe München als „Zentralstelle“ die reichsweite Kompetenz des Schriftwechsels mit der internationalen „Zigeunerregistratur“ der IKPK übertrug.
Die Zentralisierung der Polizei im Nationalsozialismus wurde mit dem Runderlass zur Neuordnung der Reichskriminalpolizei vom 20. September 1936 eingeleitet. Er beseitigte die organisatorische Selbständigkeit der Kriminalpolizei der deutschen Länder, regelte die Gründung des Reichskriminalpolizeiamtes, dem als Punkt i des Erlasses eine „Reichszentrale zur Bekämpfung des Zigeunerunwesens“ eingegliedert wurde. Die Überführung der „Zigeunerpolizeistelle bei der Polizeidirektion in München“ wurde angekündigt und mit einem Sondererlass vom 16. Mai 1938 vollzogen. Die Akten der Münchner Zentrale wurden bereits 1936 zur gesamtstaatlichen Datenbank. 1938 waren über 17.000 Akten angelegt, in denen insgesamt 30.903 Personen registriert waren.
Mit dem Erlass Heinrich Himmlers vom 27. September 1939 wurde das Reichskriminalpolizeiamt unter Leitung Arthur Nebes zum Amt V (Kriminalpolizei) des Reichssicherheitshauptamtes (RSHA). Zu den Neuerungen gehörte auch eine hierarchische Struktur aus Reichszentrale, 21 Zigeunerpolizeileitstellen u. a. in Königsberg, Prag, Wien, München und Hamburg, denen jeweils Zigeunerpolizeistellen in den einzelnen Städten untergeordnet waren. Die Reichszentrale war ab 1942 Teil der Abteilung V A 2 b des RKPA. V A unter Paul Werner steht dabei für „Kriminalpolitik und Vorbeugung“, 2 für „Vorbeugung“ und b für „Asoziale, Prostituierte, Zigeuner“. VA2b5 ist dann die Reichszentrale.
Die wenigen erhaltenen (und zugänglichen) Personenakten zeigen, wie die alltäglichen Aufgabenstellungen der Reichszentrale, also die auch vor 1933 üblichen Personenauskünfte nahtlos in für den NS-Staat typische Anordnungen, etwa: „freiwillige“ Sterilisationen, „freiwillige“ Schwangerschaftsabbrüche, Zwangsarbeit, Entzug verschiedener Rechte, Vorsorgehaft bis hin zur Einweisungen in Konzentrationslager übergingen.
Am 20. Juni 1941 verfügte das Reichsministerium des Innern, dass Standesämter Ehegenehmigungsanträge, wenn ein „zigeunerischer Blutseinschlag“ vermutet würde, besonders scharf zu prüfen hätten. Das RSHA verfügte daraufhin am 1. August 1941, dass den anfragenden Standesämtern wenn bei den örtlichen Kriminalpolizei(leit)stellen keine Rassegutachten vorlägen, das RKPA bzw. die Reichszentrale zur Bekämpfung des Zigeunerunwesens Auskunft erteilen würde.

### Massendeportationen
Neben den Auskünften über Einzelpersonen und Anordnungen für Einzelpersonen war die Reichszentrale auch bei der Organisation von Massendeportationen beteiligt. So beispielsweise bei der Maideportation 1940, bei der ca. 2.500 „Zigeuner“ aus dem Westen des Reiches deportiert wurden. An einem von drei Sammelpunkten, der Festung Hohenasperg, leitete Josef Eichberger direkt die Deportation. Die Zusammenstellung der Deportationslisten war den lokalen Polizeibehörden überlassen worden. Auch zur Vorbereitung der für Frühjahr 1940 geplanten Deportation von 6.000 „Zigeunern“ aus Österreich reiste ein Vertreter der Reichszentrale an.
Eichbergers Vorgesetzter Nebe versuchte 1939 eine Massendeportation der Berliner „Zigeuner“ zu erreichen, er telegraphierte an Adolf Eichmann in Wien, „wann er die Berliner Zigeuner schicken kann“. Eichmann schlug vor: „Bezüglich Abtransport Zigeuner wird mitgeteilt, daß am Freitag, den 20.10. 39, der 1. Judentransport von Wien abgeht. Diesem Transport können 3-4 Waggon Zigeuner angehängt werden.“
Die Ausführungsbestimmungen, die in Form eines Schnellbriefs am 29. Januar 1943 den Auschwitz-Erlass vom 16. Dezember 1942 interpretierten, beinhalten auch eine Anweisung an die örtlichen Polizeibehörden, für jeden Häftling ein Formular und eine Karteikarte sowohl an die Kommandantur in Auschwitz, als auch eine Kopie davon an die Reichszentrale zu schicken. Bei der Ankunft im „Zigeunerlager Auschwitz“ musste das Papier der Reichszentrale, das die Einweisung angeordnet hatte, vorgelegt werden. Über die Reichszentrale liefen auch die Todesmeldungen aus dem KZ Auschwitz zurück an die nachgeordneten regionalen „Dienststellen für Zigeunerfragen“, die die Angehörigen informieren sollten. Beispielsweise meldete Eichberger am 15. Dezember 1943 den Tod von A. an die Polizei Duisburg. Diese meldete zurück, seine Angehörigen seien in Duisburg nicht mehr wohnhaft. Da „Zigeuner“ seit 1938 „festgeschrieben“ waren, d. h. ihren Wohnort nicht mehr wechseln durften, ist diese Negativmeldung sicher nicht auf einen freiwilligen Wegzug zurückzuführen.

## Restauration als „Zigeunerpolizei“ bzw. „Landfahrerstelle“ in München (ab 1946)
Die amerikanische Militärregierung (OMGUS) löste 1945 die deutschen Polizeieinrichtungen auf, deren Funktion provisorisch von der amerikanischen Militärpolizei übernommen wurden. Nach einer Weisung der Besatzungsbehörden vom 24. April 1946 baute Michael Freiherr von Godin die bayerische Landespolizei neu auf.
Schon im Mai 1946 wurde im Landeserkennungsamt die „Nachrichtenstelle über Zigeuner“, kurz „Zigeunerpolizei“, rekonstituiert. Zwischen 1947 und 1951 wurde sie aufgrund der kurzzeitig schwindenden Legitimation eines offen rassistisch begründeten Antiziganismus verschleiernd in „Nachrichtensammel- und Auskunftsstelle über Landfahrer“ umbenannt, Sitz war wiederum die Polizeidirektion München.
Leiter der Münchner Landfahrerstelle wurde Ende der vierziger oder Anfang der fünfziger Jahre Josef Eichberger. Auch weitere „Zigeunerexperten“ der Landfahrerstelle waren im NS-Staat polizeiliche Zigeunerexperten gewesen, hierzu gehörten Wilhelm Supp oder Rudolf Uschold.
Mit Gründung der Bundesrepublik Deutschland 1949 entfielen die alliierten Beschränkungen, darunter die Aufhebung des „Zigeunergesetzes“ von 1926. Die deutschen Innenministerien nahmen die Gründung einer „Bundeszentrale zur Bekämpfung der kriminellen Landfahrerei“ sowie eines „Nachrichtendienstes und einer zentralen Registrierungsstelle“ in Angriff.
Im Mai 1949 wurde der Aktenbestand der „Landfahrerstelle“ durch Akten der Rassenhygienischen Forschungsstelle (RHF) bereichert. Eva Justin, vormals RHF, übergab an Uschold 40 Aktenordner mit den Genealogien, Karteien, Fotos usw. Uschold forderte 1951 in Die neue Polizei eine bundesweite Zentrale, um das „Landfahrerunwesen“ wirksam bekämpfen zu können. Geeignet sei hierfür aufgrund der umfangreichen Erfahrung und Material die Münchner Landfahrerstelle. Am 22. Dezember 1953 erhielt die Landfahrerzentrale mit der neuen Landfahrerverordnung, die in wesentlichen Teilen dem Zigeunergesetz von 1926 glich, eine neue Rechtsgrundlage für ihre rassistische Sondererfassung. Die Münchner Zentrale wurde de facto zur Bundeszentrale, der alle Bundesländer Daten übermittelten.
Diese NS-Akten wurden zu normalen Personenauskünften der Landfahrerstelle genutzt. Beispielsweise schickte Hans Eller im Oktober 1956 an die Hamburger Polizei zur „Personenfeststellung“ die Abschrift eines 1941 erstellten „Rassegutachtens“, mit dem Inhalt, der Betroffene habe „bestimmte rassische Merkmale mit den Juden gemeinsam.“ Oder Geyer teilte mit, dass die betreffende Person „zigeunerischer Herkunft seit dem Jahre 1939 aktenmäßig geführt“ werde und „die Person auf Grund vorliegenden Gutachtens der Rassehygienischen Forschungsstelle in Berlin vom 12. Dezember 1941 ein ‚Zigeunermischling‘“ sei.
Auch bei untergeordneten Zigeunerzentralen anderer Länder hatten Akten überlebt, diese wurden über die wiedergegründeten Landfahrerzentralen der Landeskriminalämter kopiert, getauscht und abgeglichen. Sogar Listen mit Konzentrationslager-Nummern kursierten.
Schon 1950 hatte sich nicht nur die Münchner Landfahrerstelle "erfolgreich" als Expertenstelle etabliert. Am 22. Februar 1950 legten die bundesdeutschen Finanzministerien den „Runderlass E 19 an die Wiedergutmachungsbehörden“ vor: „Die Prüfung der Wiedergutmachungsberechtigung der Zigeuner und Zigeuner-Mischlinge nach den Vorschriften des Entschädigungsgesetzes hat zu dem Ergebnis geführt, dass der genannte Personenkreis überwiegend nicht aus rassischen Gründen verfolgt und inhaftiert wurden.“ Als eine von mehreren regionalen Prüfinstanzen wurde das Zentralamt für Kriminal-Identifizierung und Polizeistatistik in München, sprich die Landfahrerstelle, beauftragt, in Entschädigungsverfahren richtungweisende Vorentscheidungen zu treffen.
Die Landfahrerstelle unterstützte den in der Tradition Robert Ritters stehenden Tsiganologen Hermann Arnold, indem sie u. a. Stammbäume ab den fünfziger Jahren an ihn auslieh. 1960 wurden erneut Akten mit Billigung des Bayerischen Innenministerium an den Privatmann Arnold übergeben. Dieser hatte angegeben, sich seit 1947 mit sozialbiologischen Studien, insbesondere über „Zigeuner“, beschäftigt zu haben. Kopien der Akten stellte Arnold wiederum Polizeibehörden zur Verfügung.
Die Landfahrerstelle der Münchener Polizei wurde 1970 offiziell wegen Grundgesetzwidrigkeit aufgelöst. Die ihr zu Grunde liegende Landfahrerverordnung wurde 1970 aufgehoben.
Nach 1945 war mit der »Bayerischen Landfahrerzentrale« die Sondererfassung der Sinti und Roma neu aufgebaut worden. Ihr Initiator Hans Eller hatte an der Deportation bayerischer Sinti und Roma nach Auschwitz mitgewirkt. Auch der bayerische Kriminalkommissar Karl Wilhelm Supp war bis 1945 am Völkermord beteiligt. Er wurde jetzt Leiter der Fahndungsabteilung. Die von ihm hinterlassenen Fahndungsergebnisse wurden weiter gepflegt und genutzt. Mindestens bis 1998 wurde bei den Polizeibehörden des Landes der »Personentyp« "Sinti und Roma" aus »rein polizeifachlichen Gründen« gesondert erfasst. Und das, lobte ein zuständiger Landes-Innenstaatssekretär, Hermann Regensburger, sei weder »rechtsstaatswidrig noch rassistisch«. Im Oktober 2001, also über hundert Jahre nach Gründung des „Zigeunernachrichtendienstes“, wurde die letzte verbliebene ethnische Sondererfassung von Roma in bayerischen Polizeiberichten offiziell angeblich eingestellt.

### Bayern als Vorbild: weitere nationale und internationale Zigeunerzentralen

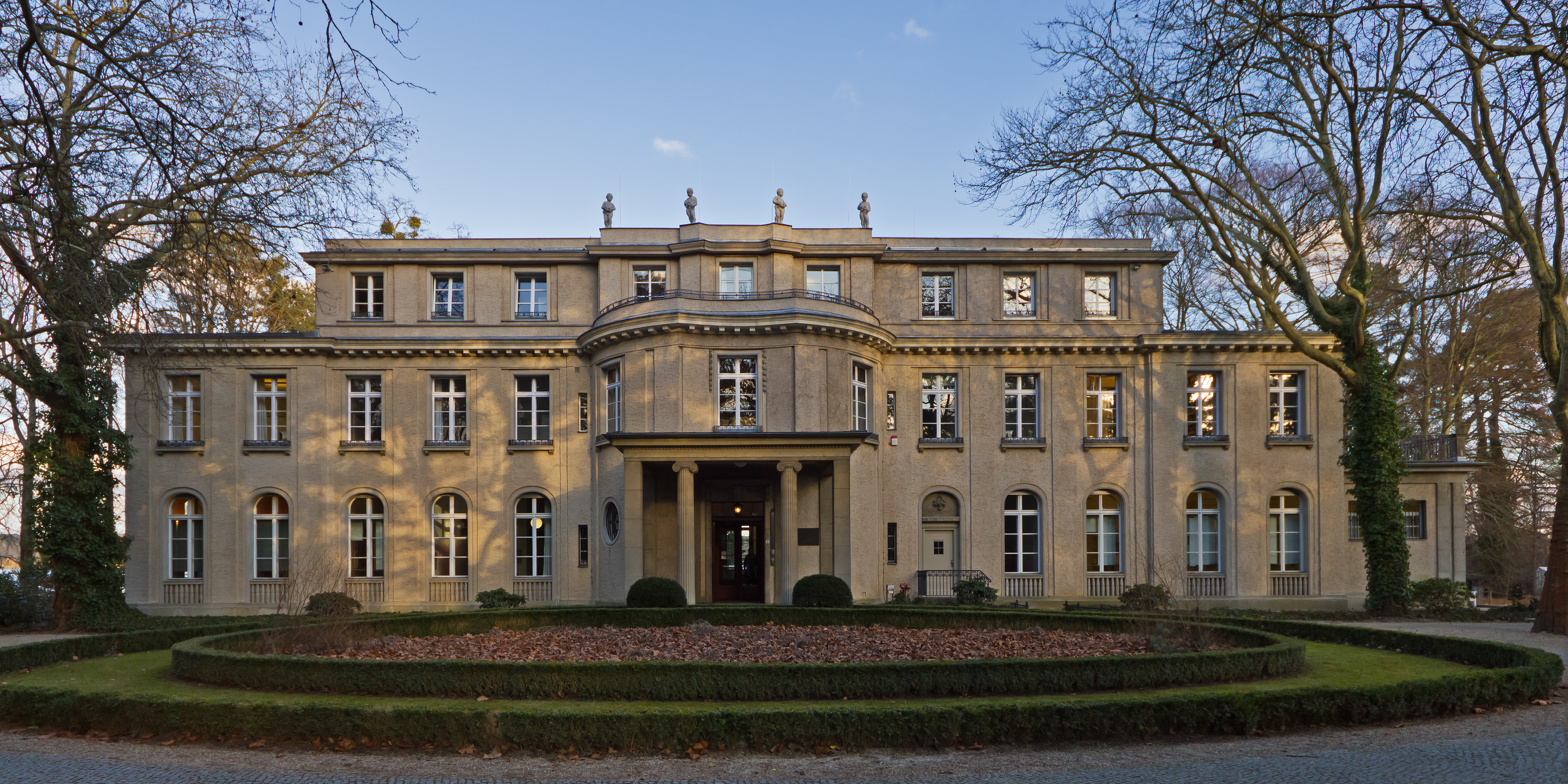
Einer von zwei Sitzen der Internationalen kriminalpolizeilichen Organisation (IKPK) nach 1938 in Berlin: die Villa der Wannseekonferenz. Die Zigeunerregistratur der IKPK war nach Berlin überführt worden, IKPK-Chef war Reinhard Heydrich

Die Münchner „Zigeunerzentrale“ von 1899 war Vorbild für die Gründung von Zigeunerzentralen in anderen Ländern und Staaten, um nur wenige Beispiele aufzuzählen: In Sachsen war ab 1908 die Dresdner Polizeidirektion für die Sammlung von Personendaten, Fingerabdrücken und Fotos zuständig. Die Schweiz schuf 1909 eine Zigeunerregistratur nach Münchner Vorbild. Auch Baden besaß eine eigene Nachrichtendienststelle in Karlsruhe, die ab 1922 eng mit München kooperierte. Beamte konnten auch skeptisch sein und verzichteten auf die Einrichtung von Zigeunerzentralen, so etwa der Arnsberger Regierungspräsident oder der Siegener Landrat. Beide hielten den Aufwand für zu groß und die bestehenden Bestimmungen für ausreichend.
1932 beschloss die Internationale kriminalpolizeiliche Organisation (IKPK), die Vorgängerin von Interpol, auf einer Tagung in Rom, eine „internationale Zentralstelle zur Bekämpfung des Zigeunerunwesens“ in Wien zu gründen, die neben dem Sammeln von Personendaten, Fingerabdrücken und Fotos auch Stammbäume aufstellte. Ziel war eine Erleichterung des zwischenstaatlichen Informationsaustausches über einzelne Personen.
Mit dem Anschluss Österreichs am 12. März 1938 geriet auch die Wiener Zentrale in das Herrschaftsgebiet der Nationalsozialisten. Das IKPK wurde unter der Leitung Reinhard Heydrichs nach Berlin verlagert. Unter den nach Berlin verlagerten Akten befand sich auch die internationale Zigeunerregistratur, die wie andere Karteien vom RSHA für seine Zwecke genutzt wurde.
Neugründungen von Zigeunerzentralen in Deutschland lassen sich bis in die 1960er Jahre nachweisen, beispielsweise informierte das Landeskriminalamt Nordrhein-Westfalen im April 1962 über die Einrichtung einer Landfahrerzentrale, die bis November des gleichen Jahres bereits 2.662 Personen und 897 Kraftfahrzeuge erfasst hatte.

### Umgang mit den NS-Tätern
Anklagen auch gegen die im Einzelfall nachgewiesenen Organisatoren von Deportationen führten in den meisten Fällen zu keiner Verurteilung oder zu Verurteilungen im unteren Bereich des Strafrahmens.

### Mahnmal
Die Errichtung eines Gedenksteins in unmittelbarer Nähe zum Münchner Polizeipräsidium an der Ecke Neuhauser Straße und Ettstraße, dem Ort der Erfassung und Verhaftung, konnte nicht realisiert werden, da das Bayerische Innenministerium diesen Aufstellungsort nicht billigte.

## Publikationen von Autoren der „Zigeunerzentralen“
- Alfred Dillmann: Zigeuner-Buch. herausgegeben zum amtlichen Gebrauche im Auftrage des K.B. Staatsministeriums des Innern vom Sicherheitsbureau der K. Polizeidirektion München, Dr. Wild’sche Buchdruckerei: München 1905.
- Hermann Aichele: Die Zigeunerfrage mit besonderer Berücksichtigung Württembergs. Stuttgart 1911.
- Rudolf Uschold: Das Zigeunerproblem. In: Die Neue Polizei. 1951, S. 38–40.
- Hanns Eller: Die Zigeuner – ein Problem. In: Kriminalistik. Band 8, 1954, S. 124ff.
- Georg Geyer: Das Landfahrerwesen – polizeilich gesehen. In: Die Neue Polizei. 1957, S. 6ff.